# 清室優待条件

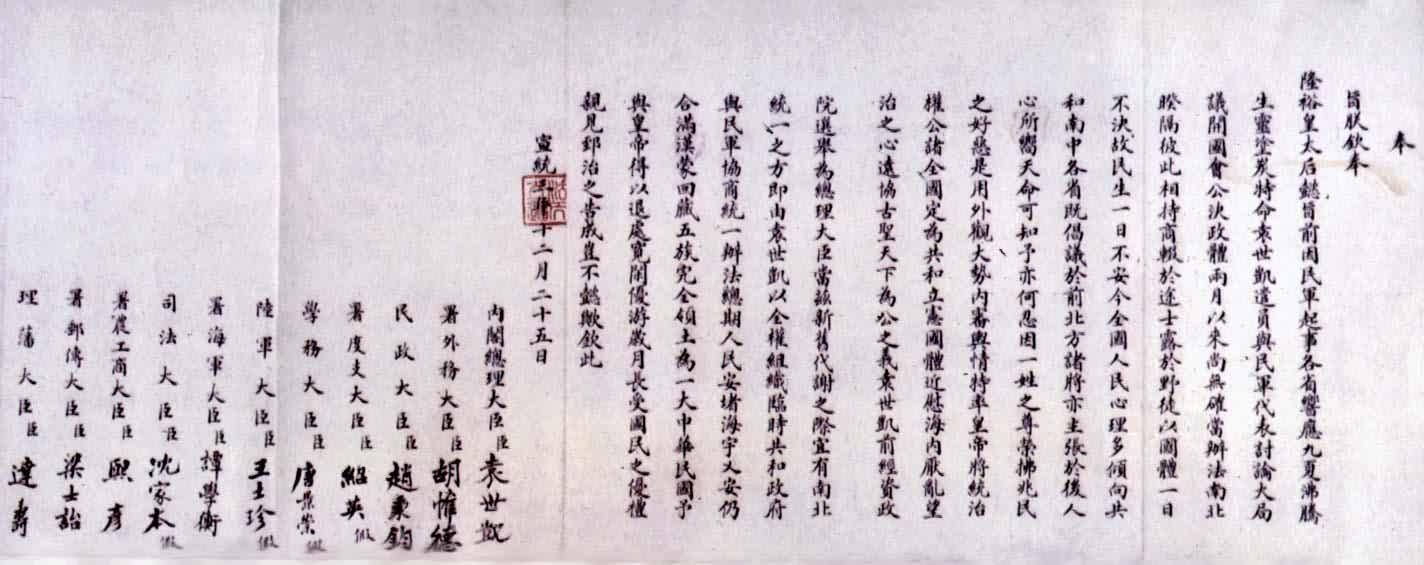
宣統帝退位詔書

清室優待条件（しんしつゆうたいじょうけん、淸室優待條件）は、清の宣統帝（愛新覚羅溥儀）が退位する際の、退位後の待遇についての取り決めである。

## 概要
1911年10月10日に始まった辛亥革命は、同年末には華中華南を抑えた革命派と、北洋軍を率いる袁世凱が実権を握った清朝の間で戦線は膠着化し南北対立の状況が生じた。
南北双方ともに事態の収拾を目指し交渉が進められ、結果、宣統帝退位、袁世凱の中華民国臨時大総統就任などによって中華民国による南北統一が合意された。
この際、宣統帝退位の条件として、退位後の清皇室、清皇族、満蒙回蔵族（満洲族、モンゴル族、回族、チベット族）の待遇が取り決められたのである。
この条件は、宣統帝の退位が表明された1912年2月12日の上諭の中に記されている。

## 内容
この節の上諭本文は松本鎗吉・波多野乾一「支那政党史稿」東亜同文会調査編纂部編『支那』第8巻第15号（東京：東亜同文会、1917年8月1日、53-54頁）を引用。引用に際しては旧字体を新字体に改めた。

### 前文
朕隆裕皇太后の懿旨を奉ず曩きに大局危急兆民困苦するを以て特に内閣を民軍とに命じ皇室優待の各条件を商議し以て平和解決を期せしむ此に伏奏の優待条件に依るに宗廟寝陵永遠に祀を奉じ先帝の陵制旧の如く修築し皇帝政治を離るゝも尊号を廃せず並びに皇室優待八ケ条皇族優待四ケ条満蒙回蔵待遇七ケ条の上奏を閲覧して之を至当と為す特に皇族及び満蒙回蔵人等に宣示し今後力めて敵意を除き共に治安を保ち重ねて世界の昇平を見共に共和の幸福を享けんこと亦朕の篤く望む所なり。

### 皇室優待条件
- 第一条 大清皇帝辞位の後尊号猶を存して廃せす中華民国は外国君主を待つの礼を以て待遇す。
- 第二条 大清皇帝辞位の後歳費を四百万両とし清貨幣改鋳の後改めて四百万元とし中華民国より支弁す。
- 第三条 大清皇帝辞任の後暫く宮禁に居り後頤和園に移る侍衛人等は条規の如く留用す。
- 第四条 大清皇帝辞任の後其の宗廟寝陵永遠に祭を奉じ中華民国より適宜衛兵を置き慎重に保護す。
- 第五条 徳宗皇帝の陵未だ工事終らざるは制の如く修築し其の典礼を奉ずる尚ほ旧制の如くし所要経費均しく中華民国より支出す。
- 第六条 宮中前に用ふる所の人員常に照して留用す唯だ以後更に宦官を加ふるを得ず。
- 第七条 大清皇帝辞位の後其の現有資産は中華民国より特別保護す。
- 第八条 現有の禁衛軍は中華民国陸軍部の節制に帰し其数及び俸与尚ほ旧の如くす。

### 皇族待遇条件
- 第一条　清国王公世爵概して旧に由る。
- 第二条　清国皇族の中華民国国家の公権及び私権は国民と同等とす。
- 第三条　清国皇族資産は一体に保護す。
- 第四条　清国皇族は兵役の義務を免ず。

### 満蒙回蔵各族待遇条件
- 第一条　満蒙回蔵各族共和に賛同するに因り中華民国は左の待遇をなす。
- 第二条　満蒙王公爵秩禄を旧に依らしめ王公中生計困難の者は法を設けて生計を助く。
- 第三条　八旗生計を調査し未だ調査せざる者は俸与旧に依りて支給す。
- 第四条　従前の営業居住等の制限は一律に除去し各州県其の自由出入りを許す満漢満蔵現有の宗教は其の自由信仰を許す。

### 補足事項
以上の条件は制規公文を以て双方代表より各国の北京駐紮公使に照会し各外国政府に電達す。

## 経過
1917年7月1日、張勲に推戴された溥儀は復位を宣言する（張勲復辟）が、7月12日に段祺瑞らが張勲らを追い、溥儀は復位を取り消す。その後も清室優待条件は維持された。
1924年10月の北京政変で政権を握った馮玉祥は清室優待条件を破棄した上で内容を修正した優待条件を制定した。この修正優待条件によって溥儀らは紫禁城から追放される。